# Блатенское княжество
Блате́нское княжество, также известное как Паннонское или Нижнепаннонское княжество (словац. Blatenské kniežatstvo, словен. Spodnja Panonija, болг. Блатенско княжевство, венг. Balatoni Fejedelemség, нем. Plattensee-Fürstentum) — название славянского государства, существовавшего с 839/840 по 876 год в районе Блатенского озера — Балатона (территория современной Венгрии) со столицей в городе Блатноград.
Занимало территорию между Дравой на юге, Дунаем на востоке, Грацем на западе и Веспремом на севере. Согласно последним исследованиям Блатенскому княжеству принадлежала и территория между Дьёром и Клостернойбургом. В период своего расцвета княжество было своего рода связующим звеном между западными (Великая Моравия на севере) и южными (Хорватия на Балканах) славянскими народами, разрушенным венгерскими нашествиями.

## Состав
Княжество состояло из нескольких графств:
- Блатенского, между Веспремом и Дравой
- Птуйского, у города Птуй
- Дудлебского, между Грацем и Блатноградом
- вероятно Этгарового, между Кёсегом и Клостернойбургом

## История
Блатенские князья
Прибина и Коцел
В 500—700 годах на территории будущего княжества существовала так называемая кестельская культура смешанного романо-славяно-аварского происхождения. В 833 году из Нитранского княжества был изгнан его князь Прибина. Он получил убежище у Людовика II Немецкого. Тот крестил Прибину и в 839 году подарил ему часть территории Карантании вокруг озера Балатон. В 847 году Прибина получил право наследования этой земли, и Блатенское княжество было отделено от Карантании. Прибина основал Блатноград в качестве столицы своего нового княжества. После гибели Прибины князем стал его сын Коцел. Во время его правления княжество стало культурным и интеллектуальным центром славян. В 867 году Коцел принял в Блатнограде Кирилла и Мефодия, которые обучили в Блатнограде 50 учеников. В 870-х годах Мефодий Солунский продолжал просветительскую деятельность на территории княжества и основал здесь Паннонское архиепископство .
В 874 году князь Святополк I присоединил Блатенское княжество к Великой Моравии. Однако в 876 году, после смерти Коцела, Людовик II Немецкий забрал обратно себе земли, подаренные Прибине. После смерти Людовика II паннонскую часть в 884 году вновь захватила Великая Моравия. Арнульф Каринтийский в 894 году вернул её в состав Восточно-Франкского королевства, а в 896 году дал её в качестве лена славянскому князю Браславу, включившему его в состав Паннонской Хорватии. В 901 году территория Блатенского княжества была захвачена венграми. В X—XII веках большая часть местного западно-славянского населения подверглась ранней мадьяризации и отчасти германизации, хотя небольшая его часть, позднее идентифицирующая себя как хорваты, сохранялась дисперсно в сельской местности вплоть до конца XIX века.
Население Паннонии составляли в основном предки современных словенцев, а также частично — словаков и хорватов.